# New Hope (comté d'Augusta, Virginie)
 (mars 2025).
Pour les articles homonymes, voir New Hope.
New Hope est une census-designated place située dans le comté d'Augusta, dans l’État de Virginie, aux États-Unis. Lors du recensement de 2020, elle comptait 843 habitants.